# 光氣肟
光气肟（Phosgene oxime）学名为二氯甲醛肟（Dichloroformaldoxime），由德国于1929年制备成功，是一种具有全身中毒性、皮肤糜烂作用和肺毒性的化学战剂，亦为毒性最强的卤代酮肟类化合物，因结构与光气相似而得名；实际上除个别性质外，光气肟与光气的大部分性质是不同的。
光气肟属非持久性毒剂，因其强烈的刺激性而曾被归入刺激性毒剂，广义上则被定性为典型的糜烂性毒剂，但由于在皮肤糜烂作用这一点上与其他同类毒剂很不相同，所以在狭义上往往将其与大多数卤代肟一般视为一种荨麻剂。二战期间纳粹德国曾贮存过光气肟但从未使用，二战后许多国家都对其进行过评估，但由于生产、武器化和存储困难，仅有非常少数的国家储存过这种毒剂。前苏联克服了技术困难并储存过光气肟，但未曾见有将其应用于实战的公开报道。美军代号CX。

## 理化性质
纯净的光气肟系无色菱形晶体，工业品为黄褐色恶臭液体，具有强烈而令人讨厌的刺激性气味，挥发度达20~25mg/L，可溶于醇、醚、苯、乙酸乙酯、汽油等多数有机溶剂中，缓慢溶于水并发生水解，在高温或碱性条件下水解加速，其产物无毒。

## 合成
光气肟在早期工业生产中常通过还原三氯亚硝基甲烷来制取:
Cl3C-NO + H2S → Cl2C=N-OH + HCl + S
在实验室操作中可以使用锡还原法来制备光气肟:
Sn + 2HCl → SnCl2 + 2[H]
Cl3CNO2 + 2[H] → Cl3CNO + H2O
Cl3CNO + 2[H] → Cl2CH-NO + HCl
Cl2CH-NO → Cl2C=N-OH
用作起爆药的雷酸汞与氯气作用亦可生成光气肟：
Hg(ONC)2 + 2Cl2 + 2HCl → 2Cl2C=N-OH + HgCl2

## 军事用途
光气肟的稳定性远不如芥子气等同类毒剂，常温下即自发分解，不利于贮存；这对军用毒剂而言是一个致命的缺陷，其实际应用也因此受到很大的限制。

## 稳定性与贮存
光气肟性质不稳定，仅在无水且低温(-15℃)的条件下能保存数月，否则就会不断自行分解。甘氨酸可以作为光气肟使用或存储过程的稳定剂，溶剂则可以选择硝基甲烷或乙醚。光气肟对金属及橡胶具有严重腐蚀作用，当存在铁离子时可发生剧烈甚至爆炸性的分解。应当以玻璃和搪瓷衬容器盛放光气肟。

## 暴露危害
光气肟是一种既有全身中毒性和皮肤糜烂作用，又有强烈刺激性和肺毒性的毒剂，而在皮肤糜烂作用这一点上又与其他糜烂性毒剂大不相同。因为光气肟在实际中从未被应用于战场，亦未见公开报道的相关人类试验数据，故以下信息仅系根据动物实验推测而来，不代表实际接触效果。
- 皮肤：不论是液滴态、蒸汽态还是固态的光气肟都可对皮肤造成伤害作用。皮肤接触毒剂后将产生瞬间的剧痛和烧灼感并出现炎症；大剂量的暴露会令皮肤失去知觉，产生被红斑包围的白色水泡，接触15分钟后皮肤即变成蜂窝状，且伴有严重的坏死性损伤；皮肤与毒剂直接接触会产生类似接触强酸的腐蚀性损伤。一般而言，伤害后果取决于毒剂浓度与暴露时长。没有任何化学战剂能够如光气肟这样的荨麻剂一般立刻造成疼痛并迅速导致组织坏死。
- 眼：眼部比其他部位更容易受到光气肟的伤害。当光气肟的蒸汽或气溶胶浓度达到0.02~0.03mg/L时，即可出现流泪、视力模糊、眼睑痉挛、暂时性失明及角膜腐蚀等症状，直接接触会引发角膜损伤和炎症，严重时将导致永久性失明。
- 呼吸道：光气肟能立刻引起喉痛、咳嗽，并引发头痛、恐惧、恶心、呕吐症状，严重时将导致呼吸道损毁。
- 肺部：与光气一样，光气肟会引发肺水肿，严重时将引起血液循环及中枢神经系统功能的紊乱。
- 消化道：一些动物实验的数据表明光气肟可能会导致消化道出血。

## 洗消
用肥皂与水可以轻易洗刷掉物体表面的毒剂。溶于有机溶剂中的光气肟溶解度会降低，因此洗消时也许还需要添加额外的溶剂或采用机械混合方式。次氯酸盐等并不是有效的洗消剂——光气肟可能会与其反应而产生诸如氯气的有毒气体。